# Les Objets Volants
Les Objets Volants es una compañía de artistas franceses, que mezcla el teatro y el humor con malabares y movimientos. Han producido espectáculos en Francia y el mundo desde 1999, que incluyen números de circo, teatro, artes visuales e incluso matemáticas. Está dirigido por el malabarista francés, Denis Paumier, quien está centrado en la experimentación de objetos y nuevas técnicas de manipulación.

## Trayectoria
Los malabares se hicieron populares en Francia a finales de la década de 1980, como el Instituto de Jonglage o Jerome Thomas quien creó innovaciones que influenciaron años después a los siguientes malabaristas. A finales de 1990 y principios de 1980, el Centre National des Arts du Cirque de Châlons-en-Champagne, fue fundada en 1999 por Denis Paumier, Schuermans Toon y David Fischer; los tres se conocieron en el décimo Congreso del Centro Nacional de las Artes du Cirque. El primer espectáculo que el trío produjo fue llamado “Impers et pases”. Desde entonces, el grupo se ha mantenido bajo la dirección de Denis Paumier, pero con nuevos miembros. Al inicio fue un centro de operaciones importante para malabaristas, con personajes como Didier André, André Thierry, Jörg Müller, Rosenbeck Mads, Pareti Laurent, y Denis Paumier. Les Volants Objetos sigue participando activamente en los eventos internacionales de malabares , puesto que así la compañía mantiene contactos con otros artistas de todo el mundo e incorpora las ideas de estos eventos en su propio trabajo. En 2001, Les Objets Volants se presentó en el Dans la Jongle des Villes Festival.
Desde 2006, el grupo ha colaborado con el Circo Aéreo de Finlandia para crear y presentar un espectáculo llamado "Espresso". Espresso es un espectáculo con la participación de cuatro artistas que crean escenas e historias, sobre el escenario o en el aire, con malabares, baile y distintos movimientos, todo sin palabras. El espectáculo presenta una breve historia del Circo. El director del Circo Aéreo Maksim Komaro afirma que él siguió su propia experiencia del circo, from the traditional to cabaret and the contemporary circus of Europe and elements of each are found in the show.
Espresso es uno de los más grandes éxitos del Circo Aéreo. El periódico finlandés Helsingin Sanomat describió el trabajo como "un cofre del tesoro lleno de hermosas vistas, detallados esfuerzos y sorpresas innovadoras", a la vez el periódico francés Le Monde dijo, "inteligencia y virtuosidad están integradas en mágicas viñetas ". El espectáculo estuvo en tour por un periodo extenso de tres años, en las siguientes localidades se realice principalmente el evento el primer año, Parc de la Villette en París, el Théâtre de Vidy-Lausanne en Suiza y el Damascus Opera House, en Siria.
En el año 2011, el espectáculo fue presentado en el Wabash College, Brigham Young University y así mismo en el Festival Internacional Cervantino en Guanajuato, México.